# Mictoschema swierstrai
Mictoschema swierstrai är en fjärilsart som beskrevs av Louis Beethoven Prout 1922. Mictoschema swierstrai ingår i släktet Mictoschema och familjen mätare. Inga underarter finns listade i Catalogue of Life.